# Лейк-Алманор-Кантрі-Клаб (Каліфорнія)
Лейк-Алманор-Кантрі-Клаб (англ. Lake Almanor Country Club) — переписна місцевість (CDP) в США, в окрузі Плумас штату Каліфорнія. Населення — 451 особа (2020).

## Географія
Лейк-Алманор-Кантрі-Клаб розташований за координатами 40°15′28″ пн. ш. 121°8′49″ зх. д. / 40.25778° пн. ш. 121.14694° зх. д. (40.257771, -121.146958).  За даними Бюро перепису населення США в 2010 році переписна місцевість мала площу 7,10 км², уся площа — суходіл.

## Демографія
Згідно з переписом 2010 року, у переписній місцевості мешкало 419 осіб у 217 домогосподарствах у складі 160 родин. Густота населення становила 59 осіб/км².  Було 1430 помешкань (201/км²).
Расовий склад населення:
| - 96,9 % — білих - 0,5 % — корінних американців - 0,5 % — чорних або афроамериканців - 0,2 % — азіатів |

До двох чи більше рас належало 1,4 %. Частка іспаномовних становила 1,9 % від усіх жителів.
За віковим діапазоном населення розподілялося таким чином: 5,0 % — особи молодші 18 років, 43,2 % — особи у віці 18—64 років, 51,8 % — особи у віці 65 років та старші. Медіана віку мешканця становила 65,8 року. На 100 осіб жіночої статі у переписній місцевості припадало 103,4 чоловіків;  на 100 жінок у віці від 18 років та старших — 105,2 чоловіків також старших 18 років.
Цивільне працевлаштоване населення становило 85 осіб. Основні галузі зайнятості: науковці, спеціалісти, менеджери — 41,2 %, роздрібна торгівля — 16,5 %, виробництво — 11,8 %, інформація — 8,2 %.